# Richard Kendall Brooke
Richard Kendall Brooke (* 1930 in Indien; † 12. Mai 1996 in Harare, Simbabwe) war ein südafrikanischer Ornithologe. 

## Biografie
Als Richard Brooke 1930 in Indien geboren wurde, diente sein Vater in der Britischen Armee. Seine akademische Laufbahn begann Richard Brooke mit dem Studium der Theologie an der Rhodes-Universität in Grahamstown im heutigen Südafrika. Später nahm er eine Aufgabe im Staatsdienst im Ministerium in Simbabwe wahr. Seine eigentlichen Interessen galten aber schon zur damaligen Zeit der Ornithologie. 
1972 nahm er das Angebot des Durban Natural Science Museums in Durban, Südafrika an, die dortige Belegschaft zu verstärken, wohl wissend, dass sein bisheriger Bachelor-Abschluss dafür nicht ausreichend war. Seine eingereichte Doktorarbeit wurde von einem prominenten US-amerikanischen Ornithologen geprüft, der ein paar Änderungswünsche hatte. Dieser bot ihm dabei auch seine Unterstützung an und die Anforderungen hätten recht einfach erfüllt werden können, Brooke weigerte sich jedoch vehement und hielt die bisherige Arbeit für mehr als ausreichend. 
Er verließ anschließend das Durban Museum und kehrte nach Simbabwe zurück, wo er kurze Zeit für die Rhodesian Railways arbeitete. Seine Erfahrungen auf dem Gebiet der Ornithologie führten schließlich zu einer Beschäftigung am Percy FitzPatrick Institute of African Ornithology an der Universität Kapstadt. Hier verbrachte er viele produktive Jahre. 
Nach längerer Krankheit kehrte er 1996 nach Simbabwe zurück, in das Haus seines Bruders, wo er im Mai verstarb. Richard Brooke hat nie geheiratet. 

## Wissenschaftliche Arbeit
Der erste große Schwerpunkt seiner Arbeit war die Systematik der Segler (Apodidae) der Alten Welt. Auf diesem Gebiet hatte er schnell ein solides Hintergrundwissen erworben und wurde zu einem der Spezialisten weltweit. Neben zahlreichen Veröffentlichungen zu diesem Thema beschrieb er außerdem neue Unterarten des Palmen-, Bengalen-, Schuppen- und Kapseglers und führte die Gattung Hydrochous ein.
Bereits 1971 gehörte er zu einer Gruppe von vier Spezialisten, die sich mit der Vogelwelt Sambias auseinandersetzten. Später, insbesondere nach dem Wechsel an das Percy FitzPatrick Institute, erweiterte sich sein Interessensgebiet und er beschäftigte sich auch mit der Systematik und anderer biologischer Eigenschaften der Seevögel. Eine seiner bedeutendsten Arbeiten ist das 1984 erschienene „South African Red Data Book – Birds“, für das er die Gill Memorial Medal erhielt. Eine seiner letzten Arbeiten beschäftigte sich mit der südafrikanischen Population der Säbelschnäbler, er neigte dazu, diese als separate Unterart abzugrenzen, unterließ es jedoch aufgrund nicht ausreichender Daten.